# Carmen Campuzano
María del Carmen Campuzano (Ciudad de México, 6 de septiembre de 1970) es una actriz y modelo mexicana, conocida por Como dice el dicho (2011) y Derecho de admisión (2006).
Sus padres eran cantantes de ópera. Empezó su carrera de modelaje de lencería para Christian Dior, su primer matrimonio fue a los 16 años con un hombre mucho mayor que ella. Padeció leptospirosis, en la nariz.
Ha aparecido en la portada de Vogue (revista) tres veces y ganó varios premios de modelaje.
En 2005, Campuzano fue objeto de un episodio de la serie de antología mexicana Mujer, Casos de la Vida Real. El episodio, al parecer aprobado por la propia Campuzano, trataba sobre las crisis médicas de la actriz, que iban desde un brote de meningitis presuntamente provocado por una excocinera que envenenó su comida con heces humanas; un accidente automovilístico que agravó su adicción a los medicamentos recetados y la cocaína, y finalmente, su internación involuntaria en un hospital psiquiátrico donde alegó haber sido maltratada físicamente. En el episodio, Campuzano fue interpretada por la actriz española Frances Ondiviela.
En marzo del 2023 recibió un doctorado honoris causa por el Claustro Académico Universitario.

## Premios
- Supermodelo del Mundo (México) en 1993[7]
- Estrella de Plata en 1995[7]